# Магн из Кунео
Магн (III век) — святой воин, мученик. День памяти — 19 августа.
Святой Магн из Кунео (Magnus of Cuneo, Magno) почитается как воин Фивейского легиона. Центром его почитания является горный санктуарий, известный как Санктуарий святого Магна (Santuario di San Magno) в Валле Грана, Кастельманьо, в провинции Кунео.

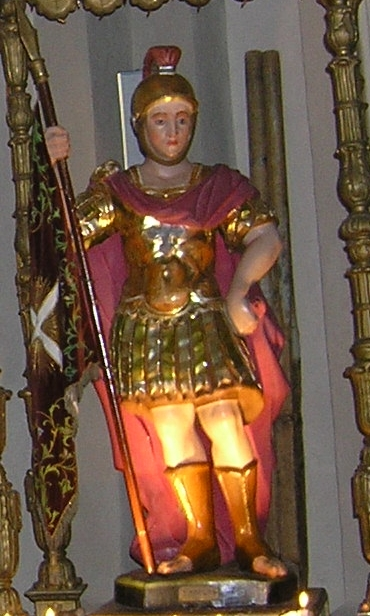
Святой Магн в традиционной одежде

Св. Магн состоял в Фиваидском легионе, согласно местному преданию. По преданию, воины легиона были казнены в 286 году, но св. Магн бежал в горы Пьемонта, проповедуя христианство в Альпийских горах. Он был умучен и погребен там, де нынче располагается носящий его имя санктуарий. Однако может быть этот храм располагается на месте языческого храма, посвящённого Марсу. Нынешний храм воздвигнут между 1704 и 1716 годами и выполнен в стиле пьемонтского барокко, хотя внутри него сохранились фрески XV и XVI веков.

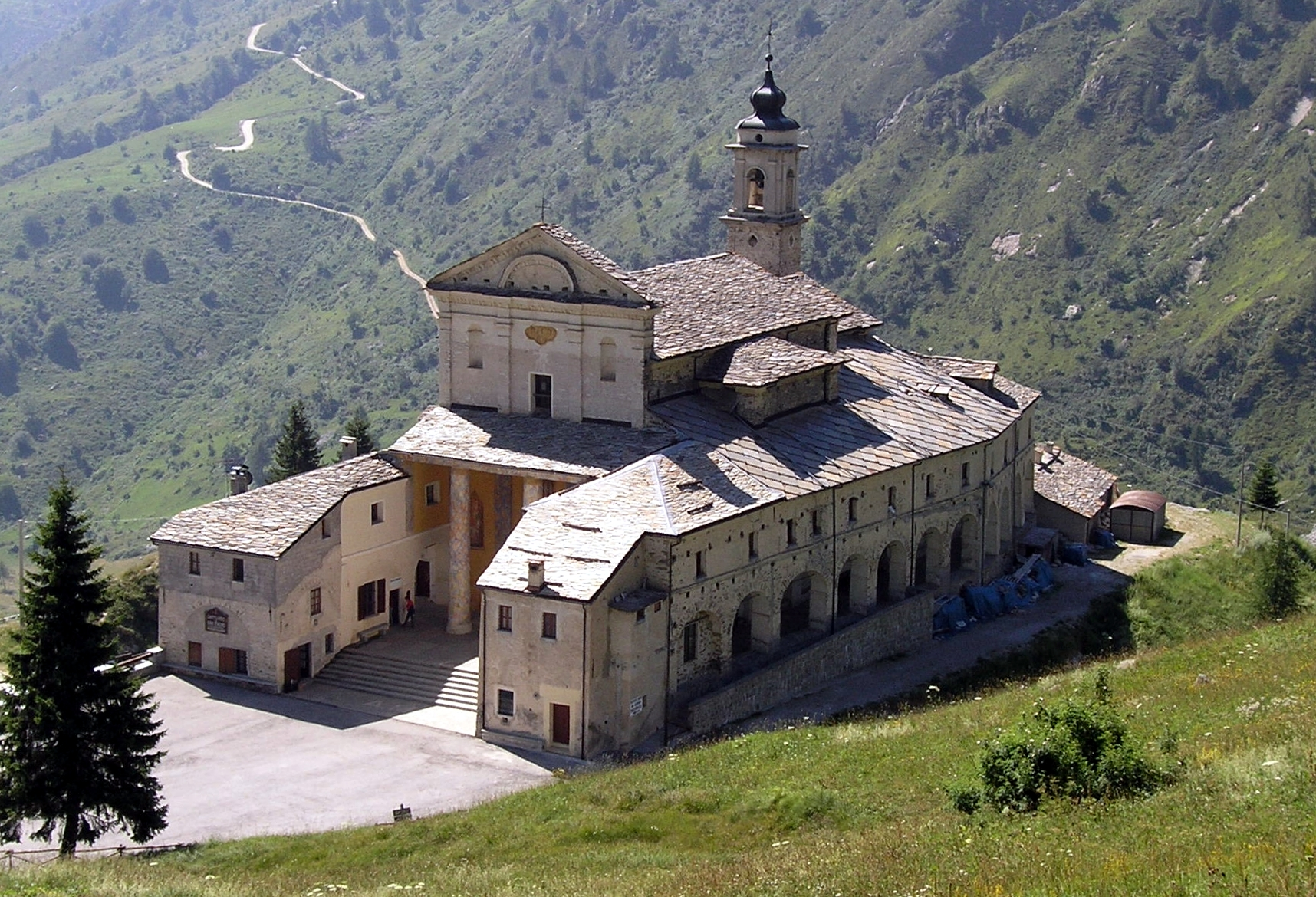
Santuario di San Magno

Как отмечает Дамиано Понти (Damiano Pomi), нет ни документальных, ни археологических свидетельств принадлежности св. Магна Фивейскому легиону. Иногда считается, что как и почитание св. Киафреддо в Криссоло, св. Весса в долине Валь Соана, св. Тегула в Ивреа, св. Констанция в Виллар-Сан-Костанцо и св. Далматия в Борго-Сан-Дальмаццо, приписывание св. Магну связи с Фивейским легионом обусловлено желанием придать видимость древности местным святым, о которых ничего не известно.
Св. Магна отождествляли со св. Магном из Фюссена (Magnus of Füssen, Mang), монахом более поздних времён, чьё имя связано с монастырём в Фюссене, Бавария, почитание которого распространилось на юге Пьемонта. Однако благодаря тому, что св. Магн из Кунео предполагается относящимся к Фивейскому легиону, его изображают как Римского воина со знаменем и пальмовой ветвью мученика. Его не следует путать со св. Магном из Ананьи, чья память совершается в тот же день.